# Санкт-Якоб Парк
«Санкт-Якоб Парк» (нем. St. Jakob-Park; St. Jakob Parkо файле) — футбольный стадион в городе Базель, Швейцария. Является домашним стадионом для ФК «Базель», который играет здесь с 1893 года. Стадион появился на месте старого стадиона «Йоггели», который вмещал 38 500 зрителей.
До реконструкции на стадионе уже проводились футбольные мероприятия самого высокого уровня: матчи чемпионата мира по футболу 1954 года и 4 финала кубка обладателей кубков в 1969, 1975, 1979 и 1984 годах.
Специально к чемпионату Европы 2008 года стадион был реконструирован и вновь открыт в 2001 году. Вместимость стадиона изначально составляла 42 500 зрителей. Все места находятся под крышей. На Евро-2008 стадион принял у себя шесть игр: матч открытия, 2 групповых матча, 2 четвертьфинала и один полуфинальный матч (Германия — Турция). На чемпионате Европы количество мест на трибунах было несколько сокращено (в частности, из-за расширения ложи прессы) и посещаемость при полной заполненности не превышала 40 000 человек.
Впервые в истории чемпионатов Европы организаторам пришлось менять поле стадиона прямо по ходу турнира. Поле пришло в негодность после сильнейшего ливня, прошедшего в Базеле 11 июня, во время матча Швейцария — Турция. Замена покрытия обошлась УЕФА в 200 000 евро.
Именно на этом стадионе 21 июня 2008 года сборная России в четвертьфинале Евро-2008 одержала памятную победу над сборной Нидерландов со счётом 3:1. Эта победа стала первой в истории для сборной России на стадии плей-офф на чемпионатах мира и Европы.
Стоимость постройки на момент открытия после реконструкции в 2001 году составила 220 млн швейцарских франков.
18 мая 2016 года на стадионе состоялся финальный матч Лиги Европы УЕФА 2015/2016, в котором испанский клуб «Севилья» переиграла английский клуб «Ливерпуль» со счетом 3:1 и стала пятикратным обладателем данного трофея.
Во время Евровидения-2025 стадион стал местом размещения дополнительных зрителей. Был поставлен куб с 4 экранами которые транслировали шоу.

## Важнейшие матчи, прошедшие на стадионе

### Чемпионат мира по футболу 1954
Время местное
| Дата         | Время | Команда 1 | Счёт       | Команда 2 | Стадия             | Зрители |
| 17 июня 1954 | 18:10 | Англия    | 4:4 д. вр. | Бельгия   | Группа 4           | 40 000  |
| 19 июня 1954 | 16:50 | Уругвай   | 7:0        | Шотландия | Группа 3           | 43 000  |
| 20 июня 1954 | 16:50 | Венгрия   | 8:3        | ФРГ       | Группа 2           | 65 000  |
| 23 июня 1954 | 18:00 | Швейцария | 4:1        | Италия    | Группа 4, плей-офф | 30 000  |
| 26 июня 1954 | 17:00 | Уругвай   | 4:2        | Англия    | 1/4 финала         | 35 000  |
| 30 июня 1954 | 18:00 | ФРГ       | 6:1        | Австрия   | Полуфинал          | 58 000  |

### Чемпионат Европы по футболу 2008

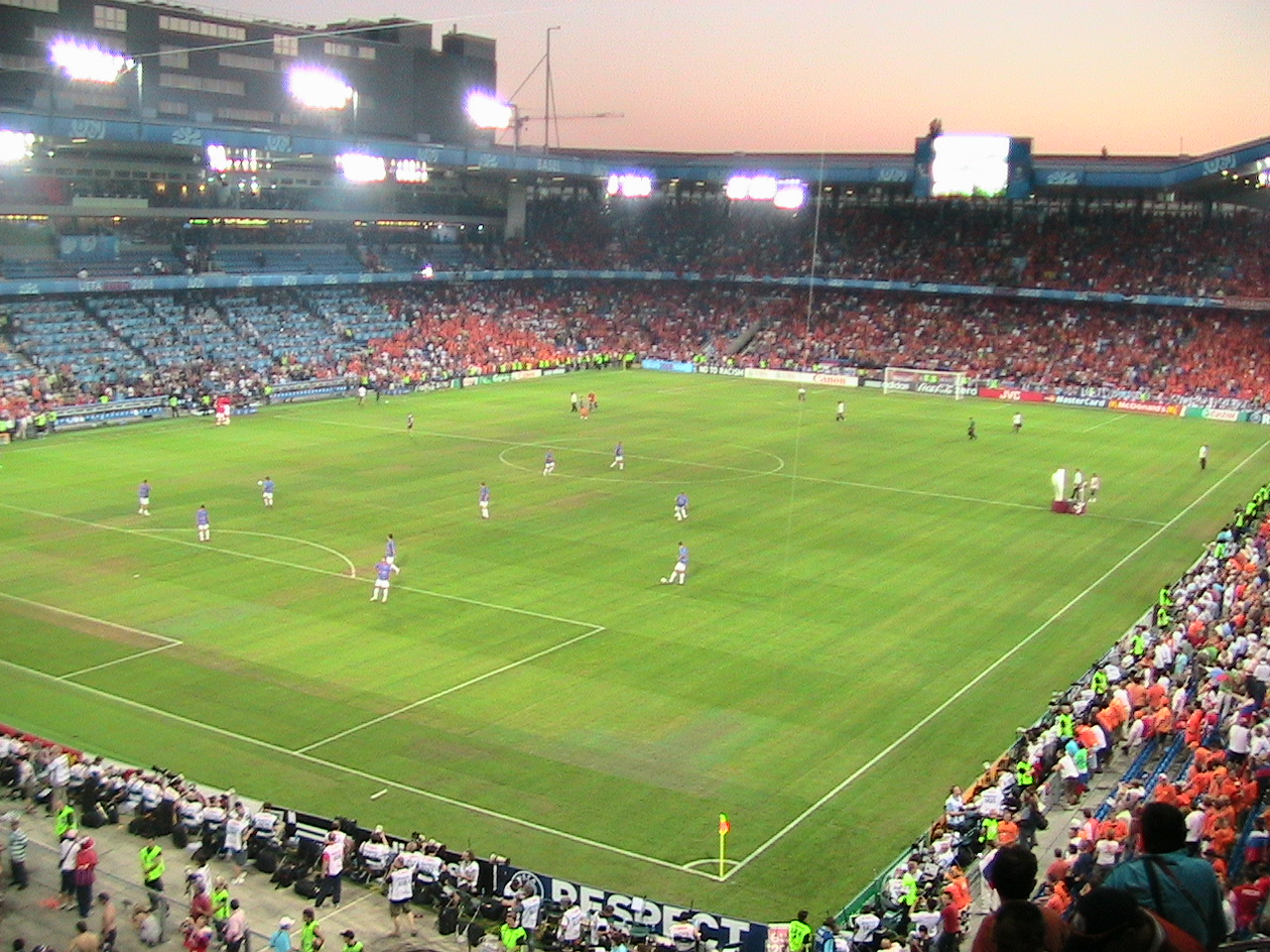
Стадион во время матча Евро-2008 между сборными Нидерландов и России

Время местное
| Дата         | Время | Команда 1  | Счёт       | Команда 2  | Стадия                   | Зрители |
| 7 июня 2008  | 18:00 | Швейцария  | 0:1        | Чехия      | Группа А (матч открытия) | 39730   |
| 11 июня 2008 | 20:45 | Швейцария  | 1:2        | Турция     | Группа А                 | 39730   |
| 15 июня 2008 | 20:45 | Швейцария  | 2:0        | Португалия | Группа А                 | 39730   |
| 19 июня 2008 | 20:45 | Португалия | 2:3        | Германия   | 1/4 финала               | 39374   |
| 21 июня 2008 | 20:45 | Нидерланды | 1:3 д. вр. | Россия     | 1/4 финала               | 38374   |
| 25 июня 2008 | 20:45 | Германия   | 3:2        | Турция     | Полуфинал                | 39374   |

### Финалы еврокубков
| Дата        | Турнир                        | Команда 1     | Счёт      | Команда 2             | Зрители |
| 18 мая 2016 | Лига Европы УЕФА              | Ливерпуль     | 1:3       | Севилья               | 34 429  |
| 16 мая 1984 | Кубок обладателей кубков УЕФА | Ювентус       | 2:1       | Порту                 | 55 000  |
| 16 мая 1979 | Кубок обладателей кубков УЕФА | Барселона     | 4:3 д. в. | Фортуна (Дюссельдорф) | 58 000  |
| 14 мая 1975 | Кубок обладателей кубков УЕФА | Динамо (Киев) | 3:0       | Ференцварош           | 10 897  |
| 21 мая 1969 | Кубок обладателей кубков УЕФА | Слован        | 3:2       | Барселона             | 19 000  |